# Mobile (band)
Mobile is een Canadese rock- en indieband uit Montreal, opgericht in 1995 als amateurband en sinds 2005 populair geworden, met name in Canada.
Bij de Juno Awards in 2007, een prijzenfestival voor Canadese bands, won Mobile de prijs voor "Beste Nieuwe Band van het Jaar" en werd hun album Tomorrow Starts Today genomineerd voor "Rock-album van het Jaar".
Twee van hun nummers, "Montreal Calling" en "New York Minute", verschenen in een EA Sports-spel. "Montreal Calling" verscheen in het ijshockeyspel NHL 07, en "New York Minute" verscheen in het populaire voetbalspel FIFA 07. Ook verscheen hun nummer "Tomorrow Starts Today" in de film Bon Cop, Bad Cop.

## Bandleden
- Mat Joly (zang)
- Christian "Criq" Brais (gitaar)
- Pierre-Marc Hamelin (drum)
- Dominic Viola (bas)
- Frank Williamson (gitaar)

## Albums en singles

### Albums
- Tomorrow Starts Today (2006)
- Tales From the City (2008)

### Singles
- "Montreal Calling" (2005)
- "Out of My Head" (2006)
- "See Right Through Me" (2006)
- "Dusting Down the Stars" (2007)
- "The Killer" (2008)